# William Alexander Morgan
Pour les articles homonymes, voir William Morgan et Morgan.
William Alexander Morgan (Cleveland, 19 avril 1928 - 11 mars 1961) est un Américain qui a combattu lors de la révolution cubaine contre le dictateur Fulgencio Batista. Déclaré héros national, il est néanmoins condamné et fusillé le 11 mars 1961, après avoir été accusé de collaboration avec la CIA dans des projets d'assassinats de Fidel Castro et pour sa responsabilité supposée dans l'explosion de la Coubre.

## Biographie
William Alexander Morgan est né à Cleveland dans l'Ohio. Son père Alexander Morgan, républicain convaincu, est directeur financier d'un fournisseur d'électricité, sa mère germano-américaine Elira Morgan (née Ruderth) est une catholique plutôt dévote. Il grandit à Toledo où il est à l'école considéré comme un surdoué, mais il préfère la lecture, le scoutisme et l'aventure : expulsé de quatre écoles différentes, il fugue plusieurs fois et se retrouve souvent en conflit avec la loi (vol de voiture, port d'armes). 
En août 1946, il s'engage dans l'armée après la Seconde Guerre mondiale et subit un entraînement intensif dans l'infanterie. Il se marie à Darlene Edgerton en 1947 mais le mariage est annulé un an et demi après. Affecté à la base militaire américaine d'Atsugi au Japon, il y rencontre une hôtesse germano-japonaise dans un night-club, Setsuko Takeda, avec qui il a un fils. De peur de ne pouvoir obtenir une permission pour voir son enfant, il déserte, est condamné par la cour martiale le 7 novembre 1947 mais s'échappe de prison après avoir agressé un officier et lui avoir volé son arme de service, ce qui lui vaut de passer en cour martiale en 1948 où il écope de 5 ans de prison. Il en profite pour s'y cultiver et apprendre le japonais.
Bénéficiant d'une libération anticipée en 1950, il travaille comme cracheur de feu et lanceur de couteaux dans un cirque itinérant de forains en Californie. Le 11 mai 1954, Morgan épouse à Miami Ellen Theresa May Bethel, charmeuse de serpent dans ce même cirque. Ils ont deux enfants, Anne Marie (1956) et William A. Morgan, Jr. (1957). La paternité n'apaise pas l'esprit d'aventure de Morgan et, après plusieurs tentatives infructueuses de travailler dans l'électronique, il disparaît pendant plusieurs mois, laissant sa famille à la charge de ses parents. Il se remet à fréquenter des gens douteux, dont les mafieux Meyer Lansky et Santo Trafficante Junior qui contrôlent des casinos à La Havane ainsi que Dominick E. Bartone qui fait du trafic d'armes avec Cuba. Il aurait, selon son père, rencontré Fidel Castro à Miami en 1955.

### Révolution cubaine

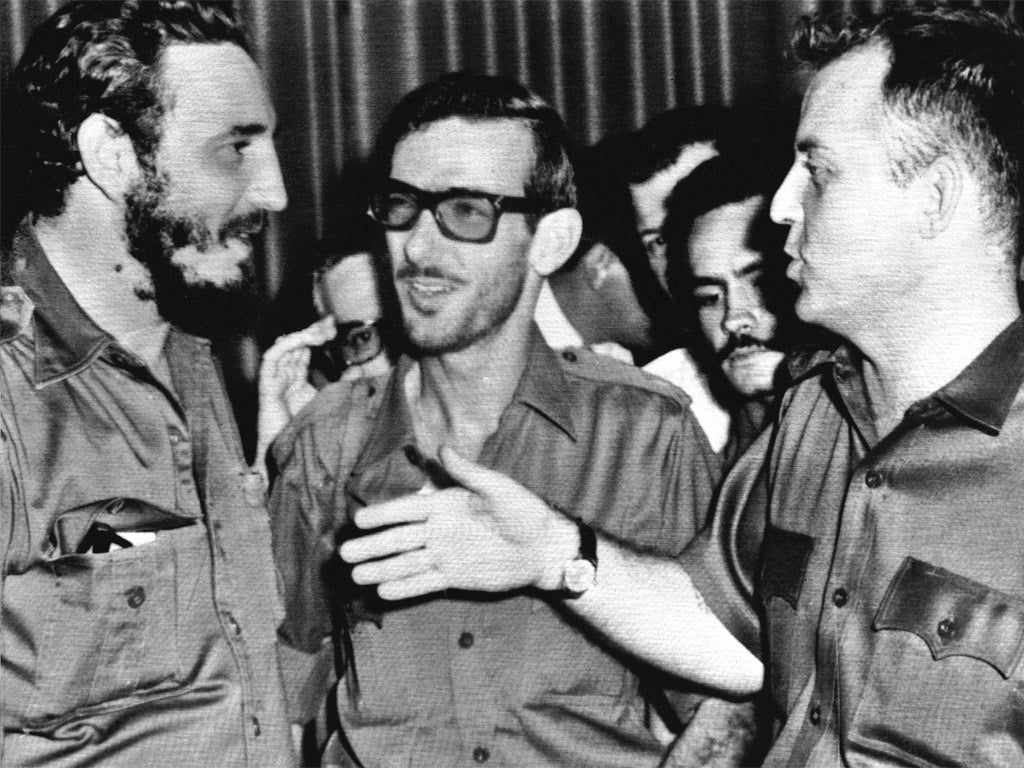
Fidel Castro, Eloy Gutiérrez Menoyo et William Alexander Morgan à La Havane en 1959.

Arrivé à Cuba à la fin de l'année 1957, Morgan, épris de justice sociale, s'engage dans le massif d'Escambray aux côtés des rebelles en lutte contre le dictateur Fulgencio Batista. Soupçonné d'être un agent de la CIA, son intégration dans le groupe rebelle castriste d'Eloy Gutiérrez Menoyo est difficile mais son implication et sa formation militaire se révèlent progressivement précieuses. Il est chargé de la formation aux techniques de combat puis monte en grade, dirigeant une colonne de rebelles et est finalement promu Comandante. Il ne combat pas aux côtés de Fidel Castro mais avec le deuxième front du côté de Santa Clara. Il joint ses forces avec celles de Che Guevara, malgré les dissensions entre les deux hommes, pour prendre la ville le 31 décembre 1958. William Alexander Morgan et sa troupe prennent la ville de Cienfuegos le 2 janvier 1959.
Connu pour être anti-communiste et opposé à Che Guevara et Raul Castro, il est contacté en mars 1959 par des membres de l'ancien régime qui préparent une invasion depuis Saint-Domingue. Morgan qui ne croit pas que Fidel Castro va implanter un régime communiste, joue double jeu et dénonce la tentative et tous les envahisseurs sont arrêtés à l'aéroport de Trinidad le 12 août 1959. Le 15, Morgan est déclaré héros national par Fidel Castro. Avec sa femme Olga Morgan, une Cubaine qu'il a rencontrée en 1958 alors qu'il était guérillero et avec qui il a deux enfants, il bénéficie d'un prêt de 70 000 $ du ministère de l'Agriculture cubain pour monter une ferme d'élevage de grenouille-taureau dont la chair est tendre et la peau sert à fabriquer sacs et chaussures.
Opposé à l'orientation de plus en plus pro-soviétique du gouvernement, il prépare avec d'autres membres de l'armée un mouvement pour renverser le régime castriste qui a écarté les démocrates, et commence à fournir des armes aux guérillas anti-castristes (Rébellion de l'Escambray). En mars 1959, il est approché par Leo Cherne, homme d'affaires qui s'occupe de l'International Rescue Committee et qui souhaite rencontrer Castro. Cherne est proche des services de renseignement américains, ce qui suggère que la CIA serait à l'origine dès cette époque d'un complot contre le régime castriste. Début 1960, sur ordre de Washington, l'ambassadeur américain à Cuba Philip Bonsal (en) avertit les autorités cubaines qu'un attentat contre Castro est en préparation, mettant en cause Morgan sans désigner l'instigateur possible, la CIA. Morgan est arrêté le 16 octobre 1960, placé en isolement et envoyé en prison à la forteresse de la Cabaña.
Il est accusé, avec onze autres révolutionnaires, de trahison et conspiration (accusé d'être un agent de la CIA et d'avoir participé à l'explosion de la Coubre) devant une cour martiale le 10 mars 1961 et exécuté le lendemain. Sa femme Olga Morgan est emprisonnée 12 ans et à sa libération, ne cesse de se battre pour obtenir la réhabilitation de son mari. En avril 2007, le département d'État américain déclare que la citoyenneté américaine de Morgan est effectivement restaurée, près de 50 ans après que le gouvernement l'a dépouillé de ses droits en 1959 pour avoir servi dans les forces armées d'un pays étranger.

### Bande dessinée
- Gani Jakupi, El Comandante Yankee, Marcinelle/Paris, Dupuis, 2019, 201 p. (ISBN 978-2-8001-5200-4)

## Filmographie
- « Lost in the Shadows » (présentation de l'œuvre), sur l'Internet Movie Database